# Equal Employment Opportunity Commission

Emblem der EEOC

Die U.S. Equal Employment Opportunity Commission (EEOC) ist eine Bundesbehörde in den Vereinigten Staaten mit dem Auftrag, Diskriminierung in Beschäftigung und Beruf zu beenden. Die EEOC geht Beschwerden von Diskriminierung nach, die auf dem ethnischen Hintergrund, der Religion, dem Geschlecht, dem Alter oder einer eventuellen Behinderung beruhen, sowie auch Beschwerden, wenn die Aufdeckung oder Berichterstattung über eine diskriminierende Praxis zu Gegenmaßnahmen geführt hat. Weiterhin hat die Kommission die Aufgabe, Anklage zu erheben zugunsten der möglichen Opfer gegen Arbeitnehmer oder als Schlichtungsstelle zu dienen in dem Fall, der Vorwurf richte sich gegen eine Bundesbehörde.
Der Auftrag der EEOC wird in Title VII der Civil Rights Act of 1964, im Equal Pay Act, im Age Discrimination in Employment Act (ADEA), im Rehabilitation Act of 1973 und im Americans with Disabilities Act (ADA) aus 1990 bzw. im ADA Amendments Act of 2008 festgelegt.  Sie wurde am 2. Juli 1965 gegründet, genau ein Jahr nachdem das Civil Rights Act verabschiedet wurde. Der erste Vorsitzende war Franklin Delano Roosevelt junior, der von US-Präsident Lyndon B. Johnson ernannt wurde. Sitz der EEOC ist Washington, D.C.

## Chairs der EEOC
- 1965–1966: Franklin D. Roosevelt junior
- 1966–1967: Stephen N. Shulman
- 1967–1969: Clifford Leopold Alexander junior
- 1969–1973: William H. Brown III
- 1975 (2 Monate): Ethel Bent Walsh (kommissarisch)
- 1975–1976: Lowell Perry
- 1976–1977: Ethel Bent Walsh (kommissarisch)
- 1977–1981: Eleanor Holmes Norton
- 1981–1982: J. Clay Smith, Jr. (kommissarisch)
- 1982–1990: Clarence Thomas
- 1990–1993: Evan J. Kemp, Jr.
- 1993–1994: Tony Gallegos (kommissarisch)
- 1994–1998: Gilbert F. Casellas
- 1998–1998: Paul Igasaki (kommissarisch)
- 1998–2001: Ida L. Castro
- 2001–2006: Cari M. Dominguez
- 2006–2008: Naomi C. Earp
- 2009–2010: Stuart J. Ishimaru (kommissarisch)
- 2010–2014: Jacqueline A. Berrien
- 2014–2017: Jenny R. Yang[1]
- 2017–: Victoria A. Lipnic